# Leakey, Texas
Leakey [ˈleɪki] är administrativ huvudort i Real County i Texas. Enligt 2010 års folkräkning hade Leakey 425 invånare.